# Tryptyk Abegg
Tryptyk Abegg (Tryptyk Oberta de Villa) – tryptyk niderlandzkiego malarza Rogiera van der Weydena,.

## Charakterystyka
Tryptyk powstał w warsztacie Weydena ale prawdopodobnie pod jego nadzorem i według jego koncepcji. Fundatorem dzieła był prawdopodobnie Oberto de Villa członek rodziny bankiersko-kupieckiej de Villa de Villastrellone z Chieri pod Turynem. Jego postać widoczna jest na prawym skrzydle. Obraz powstał w latach 1440-1447. Na fakt, iż praca powstała po 1440 roku, wskazuje łańcuch i order Zakonu Jeżozwierza domu orleańskiego widoczny na piersi fundatora. W latach 1415–1440 książę Karol Orleański był więziony przez Anglików i w tym okresie nie przyjmowano nowych członków. Badania dendrochronologiczne wykazały powstanie tryptyku nie wcześniej niż po 1441 roku. Tryptyk pierwotnie prawdopodobnie przeznaczony był do kościoła św. Jerzego w Chieri, kompletnie przebudowanego przez rodzinę de Villa.

## Opis obrazu
Ukazane sceny oglądane od lewa do prawa, stanowią ciąg narracyjny. Na lewym skrzydle tryptyku znajduje się postać klęczącego fundatora Oberto de Villa wpatrującego się w scenę Ukrzyżowania. Nad jego głową widoczne jest okno z witrażem, na którym znajduje się herb piemonckiej rodziny bankiersko-kupieckiej. Wyżej, na loggi znajdują się postacie Archanioła Gabriela i Marii w scenie Zwiastowania. W ten sposób poprzez detale, artysta nawiązuje do Zwiastowania jako pierwszego aktu przed późniejszymi wydarzeniami Pasyjnymi. Donator wpatrując się w scenę pasyjną kontempluje ją i oczekuje zbawienia. W środkowej kwaterze znajduje się scena ukrzyżowania. Motyw Chrystusa na krzyżu jest tym samym co na Tryptyku Ukrzyżowania z Muzeum Historii Sztuki w Wiedniu. Wokół niego widać ciemne chmury co nawiązuje do nowotestamentowego opisu momentu śmierci Chrystusa. Pod krzyżem rozgrywa się scena lamentu; z lewej strony Maria pogrążona w bólu, schylona z dłońmi skierowanymi ku górze, podtrzymywana jest przez Jana Ewangelistę. Z prawej strony znajdują się trzy Marie, równie rozpaczające. Ekspresja widoczna w ruchach kobiet i Jana jest rzeczą niespotykaną w twórczości Weydena, którego dzieła charakteryzują się statycznością postaci. Na prawym skrzydle artysta ukazuje św. Nikodema i Józefa z Arymatei oraz niosącego drabinę sługę. W chronologii jest to kolejna scena nowotestamentowa ukazująca zdjęcie Chrystusa z krzyża.            
Według Antoniego Ziemby scena Ukrzyżowania z Tryptyku Abegg była pierwowzorem dla kolejnych scen tego typu: Chrystus na krzyżu wśród aniołów z narzędziami męki przypisywany artyście z kręgu Mistrza z Flemalle lub z warsztatu Rogiera; Ukrzyżowanie z wersji berlińskiej, brukselskiej czy wiedeńskiej.